# Duett
För andra betydelser, se Duett (olika betydelser).
Duett är ett musikstycke avsett att sjungas av två personer eller att spelas av två instrument. Duetter förekommer i de flesta musikgenrer.